# Městská knihovna Chrudim
Městská knihovna Chrudim je veřejná knihovna s univerzálním knihovním fondem, pověřená výkonem regionálních funkcí. Jejím zřizovatelem je město Chrudim. Instituce poskytuje knihovnické a informační služby veřejnosti. Jako pověřená knihovna také obsluhuje celkem 90 dalších knihoven (z toho 11 profesionálních a 79 neprofesionálních) nacházejících se na území chrudimského regionu. Knihovna získala titul Kamarádka knihovna 2010.

## Oddělení knihovny
Městská knihovna Chrudim disponuje následujícími odděleními:
- Oddělení dospělých čtenářů
- Oddělení dětských čtenářů
- Hudební oddělení
- Oddělení informačních služeb a regionální literatury

## Služby
Městská knihovna Chrudim nabízí knihovnické a informační služby:
- prezenční i absenční půjčování knih, časopisů, novin, map a průvodců, CD
- kopírování, tisk, skenování
- bibliograficko-informační služby, zpracování rešerší
- PC s přístupem k internetu
- meziknihovní výpůjční služba
- možnost vracení knih do biblioboxu

### Vzdělávání a kultura
- besedy a přednášky na různá témata
- lekce knihovnicko-informační výchovy pro základní školy
- zapojení do projektu S knížkou do života
- Noc s Andersenem
- Týden knihoven[6]
- výtvarné dílny, výtvarné a literární soutěže
- kulturně výchovné akce, příměstské tábory

## Pobočky
Kromě hlavní budovy poskytuje Městská knihovna Chrudim knihovnické služby ve 4 svých pobočkách:
- Pobočka Topolská, Topolská 51, Chrudim II
- Pobočka U stadionu, U Stadionu 812, Chrudim III
- Pobočka Medlešice, Medlešice
- Pobočka Topol, Topol